# Рикардо Винес
Рикардо Винес и Рода (на испански: Ricardo Viñes y Roda) е испански пианист и композитор.
Роден е на 5 февруари 1875 година в Лерида. Завършва Парижката консерватория, дебютира през 1895 година, а от 1900 година провежда множество международни турнета, придобивайки световна известност с добрата си техника и разнообразен репертоар. Наред с класически автори, той често представя и модерни композитори, като Морис Равел, Клод Дебюси, Ерик Сати, Мануел де Фая, Енрике Гранадос и Исак Албенис, и допринася за популяризирането във Франция на руски автори, като Модест Мусоргски, Милий Балакирев и Сергей Прокофиев. През 1930 – 1936 година живее предимно в Аржентина, а след това – в Париж.
Рикардо Винес умира на 29 април 1943 година в Барселона.